# 12. ceremonia wręczenia Oscarów
12. ceremonia rozdania Oscarów odbyła się 29 lutego 1940 roku w Hotelu Ambassador w Los Angeles.
Najwięcej Oscarów, bo aż 8 (spośród 13 nominacji), otrzymał film Przeminęło z wiatrem.

## Prezenterzy
- Nagrody naukowe i techniczne: Darryl F. Zanuck
- Montaż: Darryl F. Zanuck
- Zdjęcia: Darryl F. Zanuck
- Dźwięk: Darryl F. Zanuck
- Scenografia: Darryl F. Zanuck
- Efekty specjalne: Darryl F. Zanuck
- Muzyka: Gene Buck
- Krótki metraż: Bob Hope
- Nagroda specjalna dla Judy Garland: Mickey Rooney
- Reżyser: Mervyn LeRoy
- Scenariusz: Sinclair Lewis
- Film: Y. Frank Freeman
- Nagroda specjalna dla Jeana Hersholta, Ralpha Blocka i Conrada Nagela: Basil O’Connor
- Nagroda im. Irvinga G. Thalberga: Ernest Martin Hopkins
- Nagroda dla Douglasa Fairbanksa: Walter Wanger
- Aktor drugoplanowy: Fay Bainter
- Aktorka drugoplanowa: Fay Bainter
- Aktor: Spencer Tracy
- Aktorka: Spencer Tracy

## Laureaci i nominowani
Dla wyróżnienia zwycięzców poszczególnych kategorii napisano ich pogrubioną czcionką oraz umieszczono na przedzie (tj. poza kolejnością nominacji na oficjalnych listach).

### Najlepszy Film
- wytwórnia: Selznick International Pictures − Przeminęło z wiatrem
- wytwórnia: Warner Bros.-First National −  Mroczne zwycięstwo
- wytwórnia: Metro-Goldwyn-Mayer − Żegnaj Chips
- wytwórnia: RKO Radio Pictures − Ukochany
- wytwórnia: Columbia Pictures − Pan Smith jedzie do Waszyngtonu
- wytwórnia: Metro-Goldwyn-Mayer − Ninoczka
- wytwórnia: Hal Roach − Myszy i ludzie
- wytwórnia: Walter Wanger − Dyliżans
- wytwórnia: Metro-Goldwyn-Mayer − Czarnoksiężnik z Oz
- wytwórnia: Samuel Goldwyn Studio − Wichrowe wzgórza

### Najlepszy Aktor
- Robert Donat − Żegnaj Chips
- Clark Gable − Przeminęło z wiatrem
- Laurence Olivier − Wichrowe wzgórza
- Mickey Rooney − Babes in Arms
- James Stewart − Pan Smith jedzie do Waszyngtonu

### Najlepsza Aktorka
- Vivien Leigh − Przeminęło z wiatrem
- Bette Davis − Mroczne zwycięstwo
- Irene Dunne − Ukochany
- Greta Garbo − Ninoczka
- Greer Garson − Żegnaj Chips

### Najlepszy Aktor Drugoplanowy
- Thomas Mitchell − Dyliżans
- Brian Aherne − Juarez
- Harry Carey − Pan Smith jedzie do Waszyngtonu
- Brian Donlevy − Braterstwo krwi
- Claude Rains − Pan Smith jedzie do Waszyngtonu

### Najlepsza Aktorka Drugoplanowa
- Hattie McDaniel − Przeminęło z wiatrem
- Olivia de Havilland − Przeminęło z wiatrem
- Geraldine Fitzgerald − Wichrowe wzgórza
- Edna May Oliver − Bębny nad Mohawkiem
- Marija Uspienska − Ukochany

### Najlepszy Reżyser
- Victor Fleming − Przeminęło z wiatrem
- Sam Wood − Żegnaj Chips
- Frank Capra − Pan Smith jedzie do Waszyngtonu
- John Ford − Dyliżans
- William Wyler − Wichrowe wzgórza

### Najlepsze Materiały do Scenariusza
- Lewis R. Foster − Pan Smith jedzie do Waszyngtonu
- Felix Jackson − Bachelor Mother
- Mildred Cram i Leo McCarey − Ukochany
- Melchior Lengyel − Ninoczka
- Lamar Trotti − Młodość Lincolna

### Najlepszy Scenariusz Adaptowany
- Sidney Howard − Przeminęło z wiatrem
- R.C. Sherriff, Claudine West i Eric Mauschwitz − Żegnaj Chips
- Sidney Buchman − Pan Smith jedzie do Waszyngtonu
- Charles Brackett, Billy Wilder i Walter Reisch − Ninoczka
- Charles MacArthur i Ben Hecht − Wichrowe wzgórza

### Najlepsze Zdjęcia

#### Film Czarno-Biały
- Gregg Toland − Wichrowe wzgórza
- Bert Glennon − Dyliżans
- Joseph Valentine − Pierwsza miłość
- Victor Milner − The Great Victor Herbert
- Joseph H. August − Gunga Din
- Gregg Toland − Intermezzo: A Love Story
- Tony Gaudio − Juarez
- George Folsey − Lady of the Tropic
- Norbert Brodine − Myszy i ludzie
- Joseph Walker − Tylko aniołowie mają skrzydła
- Arthur C. Miller − The Rains Came

#### Film Barwny
- Ernest Haller i Ray Rennahan − Przeminęło z wiatrem
- Sol Polito i W. Howard Greene − Prywatne życie Elżbiety i Essexa
- Ray Rennahan i Bert Glennon − Bębny nad Mohawkiem
- Georges Périnal i Osmond Borradaile − Cztery pióra
- William V. Skall i Bernard Knowles − The Mikado
- Hal Rosson − Czarnoksiężnik z Oz

### Najlepsza Scenografia i Dekoracja Wnętrz
- Lyle Wheeler − Przeminęło z wiatrem
- Hans Dreier i Robert Odell − Braterstwo krwi
- Charles D. Hall − Captain Fury
- Jack Otterson i Martin Obzina − Pierwsza miłość
- Van Nest Polglase i Al Herman − Ukochany
- John Victor Mackay − Zdobywca
- Lionel Banks − Pan Smith jedzie do Waszyngtonu
- Anton Grot − Prywatne życie Elżbiety i Essexa
- William S. Darling i George Dudley − The Rains Came
- Alexander Toluboff − Dyliżans
- Cedric Gibbons i William A. Horning − Czarnoksiężnik z Oz
- James Basevi − Wichrowe wzgórza

### Najlepszy Dźwięk
- Universal Studio Sound Department, reżyser dźwięku: Bernard B. Brown − When Tomorrow Comes
- Metro-Goldwyn-Mayer Sound Department, reżyser dźwięku: Douglas Shearer − Bałałajka
- Samuel Goldwyn Studio Music Department, reżyser dźwięku: Thomas T. Moulton − Przeminęło z wiatrem
- Denham Studio Sound Department, reżyser dźwięku: A.W. Watkins − Żegnaj Chips
- Paramount Studio Sound Department, reżyser dźwięku: Loren L. Ryder − The Great Victor Herbert
- RKO Radio Studio Sound Department, reżyser dźwięku: John Aalberg − Dzwonnik z Notre Dame
- Republic Studio Sound Department, reżyser dźwięku: Charles Lootens − Zdobywca
- Columbia Studio Sound Department, reżyser dźwięku: John Livadary − Pan Smith jedzie do Waszyngtonu
- Hal Roach Studio Sound Department, reżyser dźwięku: Elmer Raguse − Myszy i ludzie
- Warner Bros. Studio Sound Department, reżyser dźwięku: Nathan Levinson − Prywatne życie Elżbiety i Essexa
- 20th Century Fox Studio Sound Department, reżyser dźwięku: E.H. Hansen − The Rains Came

### Najlepsza Piosenka
- „Over the Rainbow” − Czarnoksiężnik z Oz − muzyka: Harold Arlen, słowa: E.Y. Harburg
- „Faithful Forever” − Podróże Guliwera − muzyka: Ralph Rainger, słowa Leo Robin
- „I Poured My Heart into a Song” − Second Fiddle − muzyka i słowa: Irving Berlin
- „Wishing” − Ukochany − muzyka i słowa: Buddy DaSylva

### Najlepsza Muzyka

#### Najlepsza Muzyka Oryginalna
- Herbert Stothart − Czarnoksiężnik z Oz
- Max Steiner − Mroczne zwycięstwo
- Werner Janssen − Na zawsze twój
- Victor Young − Złoty chłopiec
- Max Steiner − Przeminęło z wiatrem
- Victor Young − Podróże Guliwera
- Lud Gluskin i Lucien Moraweck − Człowiek w żelaznej masce
- Victor Young − Zdobywca
- Anthony Collins − Nurse Edith Cavell
- Aaron Copland − Myszy i ludzie
- Alfred Newman − The Rains Came
- Alfred Newman − Wichrowe wzgórza

#### Najlepsza Ścieżka Muzyczna
- Richard Hageman, Frank Harling, John Leipold i Leo Shuken − Dyliżans
- George Stoll i Roger Edens − Babies in Arms
- Charles Previn − Pierwsza miłość
- Phil Boutelje i Arthur Lange − The Great Victor Herbert
- Alfred Newman − Dzwonnik z Notre Dame
- Lou Forbes − Intermezzo: A Love Story
- Dimitri Tiomkin − Pan Smith jedzie do Waszyngtonu
- Aaron Copland − Myszy i ludzie
- Erich Wolfgang Korngold − Prywatne życie Elżbiety i Essexa
- Cy Feuer − She Married a Cop
- Louis Silvers − Swanee River
- Alfred Newman − They Shall Have Music
- Victor Young − Droga na południe

### Najlepszy Montaż
- Hal C. Kern i James Newcom − Przeminęło z wiatrem
- Charles Frend − Żegnaj Chips
- Gene Havlick i Al Clark − Pan Smith jedzie do Waszyngtonu
- Barbara McLean − The Rains Came
- Otho Lovering i Dorothy Spencer − Dyliżans

### Najlepsze Efekty Specjalne
- Fred Sersen i E.H. Hansen − The Rains Came
- John R. Cosgrove, Fred Albin i Arthur Johns  − Przeminęło z wiatrem
- Roy Davidson i Edwin C. Hahn − Tylko aniołowie mają skrzydła
- Byron Haskin i Nathan Levinson − Prywatne życie Elżbiety i Essexa
- Roy Seawright − Tooper Takes a Trip
- Farciot Edouart, Gordon Jennings i Loren Ryder − Union Pacific
- Arnold Gillespie i Douglas Shearer − Czarnoksiężnik z Oz

### Najlepszy Krótkometrażowy Film Animowany
- Walt Disney − Brzydkie kaczątko (z serii Silly Symphonies)
- Warner Bros. − Detouring America (z serii Zwariowane melodie)
- Metro-Goldwyn-Mayer − Peace on Earth
- Walt Disney − Pies myśliwski (z serii o Myszce Miki)

### Najlepszy Krótkometrażowy Film na Jednej Rolce
- Paramount Pictures − Busy Little Bears
- RKO Radio Pictures − Information Pleace
- Metro-Goldwyn-Mayer − Prophet without Honor
- Warner Bros. − Sword Fishing

### Najlepszy Krótkometrażowy Film na Dwóch Rolkach
- Warner Bros. − Synowie wolności
- Metro-Goldwyn-Mayer − Drunk Driving
- RKO Radio Pictures − Five Times Five

### Oscary Honorowe i Specjalne
- Jean Hersholt, Ralph Morgan, Ralph Block i Conrad Nagel z Motion Picture Relief Fund − za działalność społeczną
- Technicolor − za rozwój trójkolorowej fotografii
- Douglas Fairbanks − za całokształt pracy aktorskiej
- William Cameron Menzies − za wybitne osiągnięcia w fotografii kolorowej w filmie Przeminęło z wiatrem
- Judy Garland − za dziecięce aktorstwo w 1939 roku (w filmach: Czarnoksiężnik z Oz oraz Babes in Arms)[1]

### Nagroda im. Irvinga G. Thalberga
- David O. Selznick

### Nagrody Naukowe i Techniczne

#### Klasa III
- George Anderson z Warner Bros. − za udoskonalenie oświetlenia
- John Arnold z Metro-Goldwyn-Mayer − za przenośny dźwig kamery MGM
- Thomas T. Moulton, Fred Albin i The Samuel Goldwyn Studio Sound Departament − za pomysł i stosowanie testu Delta db do nagrywania dźwięu w filmach
- Farciot Edouart, Joseph E. Robbins, William Rudolph i Paramount Pictures − za projekt i konstrukcję przenośnej cichej bieżni
- Emery Huse i Ralph B. Atkinson z Eastman Kodak − za analizę chemiczną wywoływaczy fotograficznych i kąpieli fotograficznych
- Harold Nye z Warner Bros. − za miniaturowe, punktowe lampy żarowe
- A.J. Tondreau z Warner Bros. − za projekt i produkcję ulepszonej drukarki dźwiękowej
- oraz 
  - F. R. Abbott, Haller Belt, Alan Cook i Bausch & Lomb
  - The Mitchell Camera Company
  - Mole-Richardson Company
  - Charles Handley, David Joy i National Carbon
  - Winton Hoch i Technicolor Motion Picture
  - Don Musgrave i Selznick International Pictures

za istotny wkład w rozwój Process Projection Equipment.